# Dimarella (Dimarella) menkei
Dimarella (Dimarella) menkei is een insect uit de familie van de mierenleeuwen (Myrmeleontidae), die tot de orde netvleugeligen (Neuroptera) behoort. 
Dimarella (Dimarella) menkei is voor het eerst wetenschappelijk beschreven door Stange in 1963.